# Copa do Mundo de Voleibol Feminino de 1985
A Copa do Mundo de Voleibol Feminino de 1985 foi a 4ª edição do torneio organizado pela Federação Internacional de Voleibol (FIVB) a cada quatro anos. Foi disputada de 10 a 20 de novembro, em quatro cidades japonesas. Oito seleções disputaram o certame vencido pela China pela segunda vez consecutiva.

## Formato de disputa
A competição foi disputada por oito seleções no sistema de pontos corridos, onde todos enfrentaram todos em um grupo único. A equipe que somou mais pontos ao final de sete jogos foi declarada campeã. O vencedor de uma partida somou dois pontos na classificação; a derrota rendeu um ponto.

## Equipes participantes
| Equipe          | Qualificação                     | Última participação |
| --------------- | -------------------------------- | ------------------- |
| Japão           | País-sede                        | Japão 1981          |
| Brasil          | Convidado                        | Japão 1981          |
| China           | Campeonato Asiático de 1983      | Japão 1981          |
| Coreia do Sul   | Convidado                        | Japão 1981          |
| Cuba            | Campeonato NORCECA de 1985       | Japão 1981          |
| Peru            | Campeonato Sul-Americano de 1985 | Japão 1977          |
| Tunísia         | Campeonato Africano de 1985      | Estreante           |
| União Soviética | Campeonato Europeu de 1985       | Japão 1981          |

## Classificação
|     |                 |     | Jogos | Jogos | Jogos | Sets | Sets | Sets   | Pontos | Pontos | Pontos |
| Pos | Equipe          | Pts | T     | V     | D     | V    | P    | R      | V      | P      | R      |
| --- | --------------- | --- | ----- | ----- | ----- | ---- | ---- | ------ | ------ | ------ | ------ |
| 1   | China           | 14  | 7     | 7     | 0     | 21   | 1    | 21.000 | 322    | 153    | 2.105  |
| 2   | Cuba            | 13  | 7     | 6     | 1     | 19   | 3    | 6.333  | 318    | 174    | 1.828  |
| 3   | União Soviética | 12  | 7     | 5     | 2     | 15   | 7    | 2.143  | 277    | 225    | 1.231  |
| 4   | Japão           | 11  | 7     | 4     | 3     | 12   | 10   | 1.200  | 264    | 244    | 1.082  |
| 5   | Peru            | 10  | 7     | 3     | 4     | 9    | 14   | 0.643  | 260    | 263    | 0.989  |
| 6   | Brasil          | 9   | 7     | 2     | 5     | 9    | 17   | 0.529  | 268    | 318    | 0.843  |
| 7   | Coreia do Sul   | 8   | 7     | 1     | 6     | 6    | 18   | 0.333  | 247    | 305    | 0.810  |
| 8   | Tunísia         | 7   | 7     | 0     | 7     | 0    | 21   | 0.000  | 43     | 315    | 0.137  |

## Resultados
| Data   | Equipe #1       | Placar | Equipe #2       | 1º Set | 2º Set | 3º Set | 4º Set | 5º Set | Total | Cidade    | Público |
| ------ | --------------- | ------ | --------------- | ------ | ------ | ------ | ------ | ------ | ----- | --------- | ------- |
| 10 nov | Cuba            | 3–0    | Coreia do Sul   | 15–4   | 15–13  | 15–11  |        |        | 45–28 | Sapporo   |         |
| 10 nov | União Soviética | 3–1    | Brasil          | 15–0   | 15–10  | 5–15   | 15–12  |        | 50–37 | Sapporo   |         |
| 10 nov | China           | 3–0    | Tunísia         | 15–0   | 15–2   | 15–1   |        |        | 45–3  | Sapporo   |         |
| 10 nov | Japão           | 3–0    | Peru            | 15–10  | 15–5   | 15–10  |        |        | 45–25 | Sapporo   |         |
| 12 nov | China           | 3–0    | Coreia do Sul   | 15–6   | 15–11  | 15–5   |        |        | 45–22 | Sapporo   |         |
| 12 nov | União Soviética | 3–0    | Peru            | 15–12  | 15–5   | 15–6   |        |        | 45–23 | Sapporo   |         |
| 12 nov | Japão           | 3–0    | Tunísia         | 15–0   | 15–5   | 15–2   |        |        | 45-7  | Iwamizawa |         |
| 12 nov | Cuba            | 3–0    | Brasil          | 15–6   | 15–7   | 15–6   |        |        | 45–19 | Iwamizawa |         |
| 13 nov | Japão           | 3–1    | Coreia do Sul   | 15–3   | 5–15   | 15–12  | 19–17  |        | 54–47 | Sapporo   |         |
| 13 nov | Cuba            | 3–0    | União Soviética | 15–6   | 15–13  | 15–8   |        |        | 45–27 | Sapporo   |         |
| 13 nov | Peru            | 3–0    | Tunísia         | 15–2   | 15–2   | 15–0   |        |        | 45–4  | Sapporo   |         |
| 13 nov | China           | 3–0    | Brasil          | 15–5   | 15–2   | 15–10  |        |        | 45–17 | Sapporo   |         |
| 16 nov | China           | 3–0    | União Soviética | 16–14  | 15–2   | 15–4   |        |        | 46–20 | Fukuoka   |         |
| 16 nov | Coreia do Sul   | 3–0    | Tunísia         | 15–1   | 15–3   | 15–2   |        |        | 46–6  | Fukuoka   |         |
| 16 nov | Cuba            | 3–0    | Peru            | 15–11  | 15–7   | 15–7   |        |        | 45–25 | Fukuoka   |         |
| 16 nov | Japão           | 3–0    | Brasil          | 16–14  | 15–13  | 15–3   |        |        | 46–30 | Fukuoka   |         |
| 17 nov | China           | 3–1    | Cuba            | 16–14  | 15–7   | 5–15   | 15–12  |        | 51–48 | Fukuoka   |         |
| 17 nov | Brasil          | 3–0    | Tunísia         | 15–0   | 15–4   | 15–8   |        |        | 45–12 | Fukuoka   |         |
| 17 nov | União Soviética | 3–0    | Japão           | 15–12  | 15–13  | 15–11  |        |        | 45–36 | Fukuoka   |         |
| 17 nov | Peru            | 3–0    | Coreia do Sul   | 15–7   | 16–14  | 15–4   |        |        | 45–25 | Fukuoka   |         |
| 19 nov | União Soviética | 3–0    | Tunísia         | 15–4   | 15–0   | 15–2   |        |        | 45–6  | Tóquio    |         |
| 19 nov | Brasil          | 3–2    | Coreia do Sul   | 11–15  | 15–4   | 8–15   | 15-9   | 15-5   | 64–48 | Tóquio    |         |
| 19 nov | China           | 3–0    | Peru            | 15–7   | 15–7   | 15–10  |        |        | 45–24 | Tóquio    |         |
| 19 nov | Cuba            | 3–0    | Japão           | 15–6   | 15–4   | 15–9   |        |        | 45–19 | Tóquio    |         |
| 20 nov | China           | 3–0    | Japão           | 15–8   | 15–5   | 15–6   |        |        | 45–19 | Tóquio    |         |
| 20 nov | União Soviética | 3–0    | Coreia do Sul   | 15–9   | 15–10  | 15–13  |        |        | 45–32 | Tóquio    |         |
| 20 nov | Cuba            | 3–0    | Tunísia         | 15–1   | 15–3   | 15–1   |        |        | 45–5  | Tóquio    |         |
| 20 nov | Peru            | 3–2    | Brasil          | 13–15  | 15–13  | 15–3   | 14–16  | 15–7   | 72–54 | Tóquio    |         |